# Macrojoppa pulchra
Macrojoppa pulchra är en stekelart som beskrevs av Szepligeti 1900. Macrojoppa pulchra ingår i släktet Macrojoppa och familjen brokparasitsteklar. Inga underarter finns listade i Catalogue of Life.